# Гвізарма

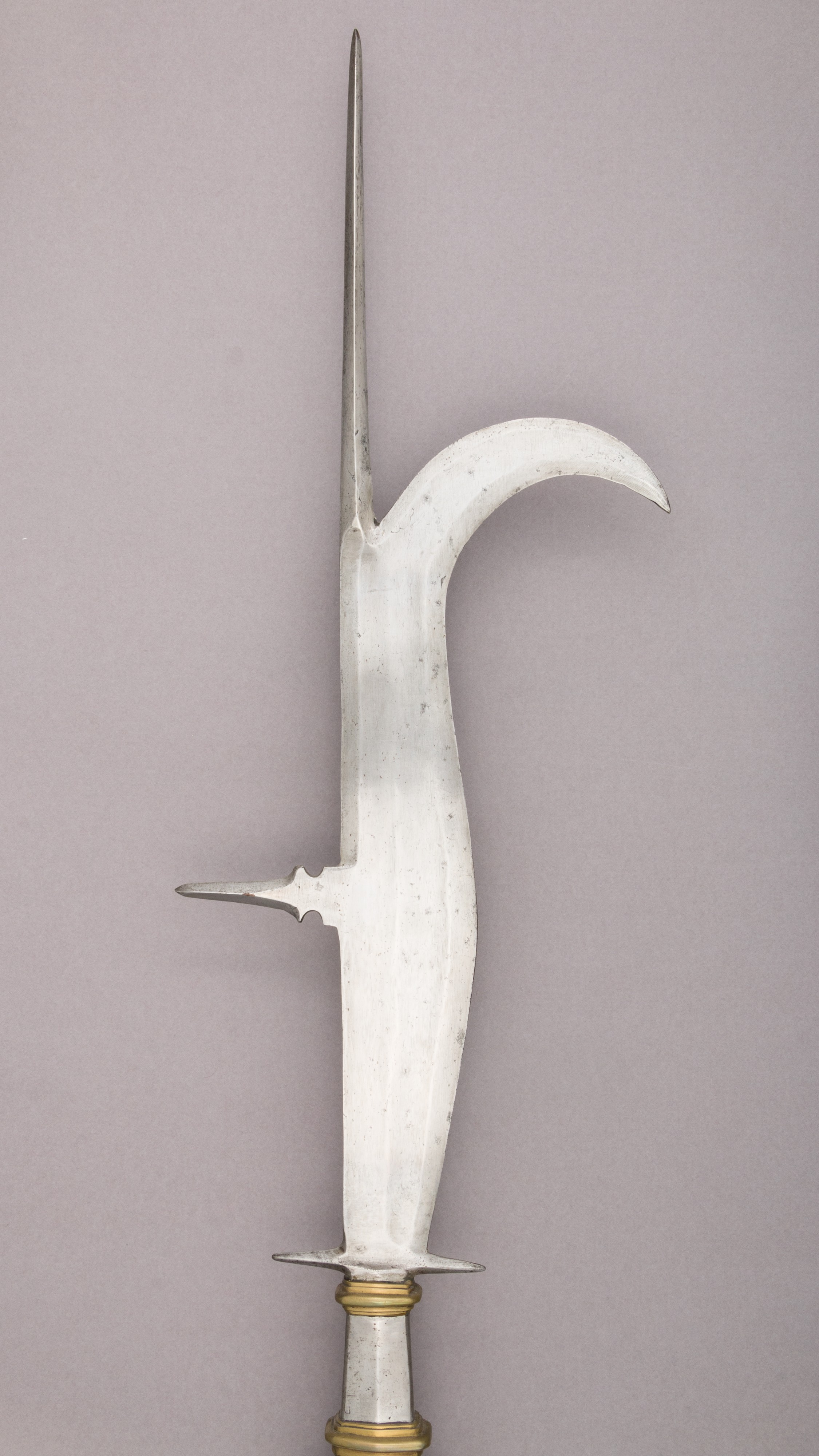
Гвізарма

Гвізарма, гізарма, гізарда (італ. guisarme), росшиндер (нім. Rossschinder) — вид алебарди з довгим вузьким, злегка вигнутим наконечником, що має пряме, загострене на кінці відгалуження. Перший клинок, прямий та довгий, служив для ураження ворога, а другим викривленим клинком перерізали сухожилля у коня противника або стягували вершника з коня.

## Історичний нарис
Ранньою версією гвізарми був англійський білгук — бойовий варіант сільськогосподарського сікача, садового ножа. Остаточний зовнішній вигляд оформився наприкінці XIV століття. Залежно від народу, який використовував цю зброю, в нижній частині першого клинка мало довгий шип, розташований перпендикулярно до клинка. В Італії XVI століття була поширена гвізарма, що має довгий тригранний шип (як у алебарди) та більш важкий, у порівнянні з англійськими гвізармамі, гак, заточений по внутрішній стороні.